# Federico Halbherr

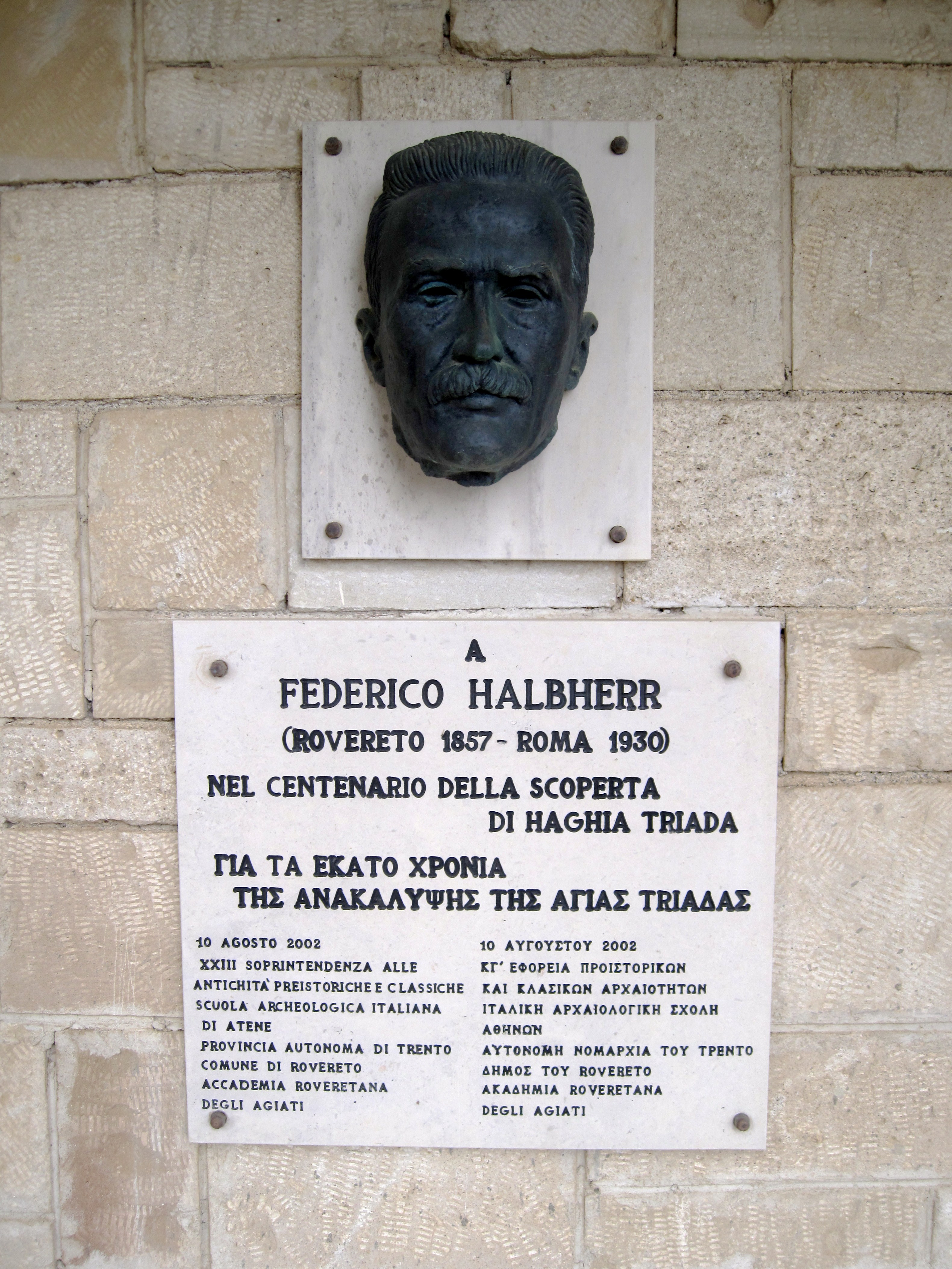
Lapide dedicata a Federico Halbherr, situata nel sito archeologico di Agía Triáda a Creta (Grecia)

Federico Halbherr (Rovereto, 15 febbraio 1857 – Roma, 17 luglio 1930) è stato un archeologo ed epigrafista italiano, il cui nome è legato agli scavi di Creta, dove compì fondamentali ricerche.

## Biografia

Mappa archeologica di Creta

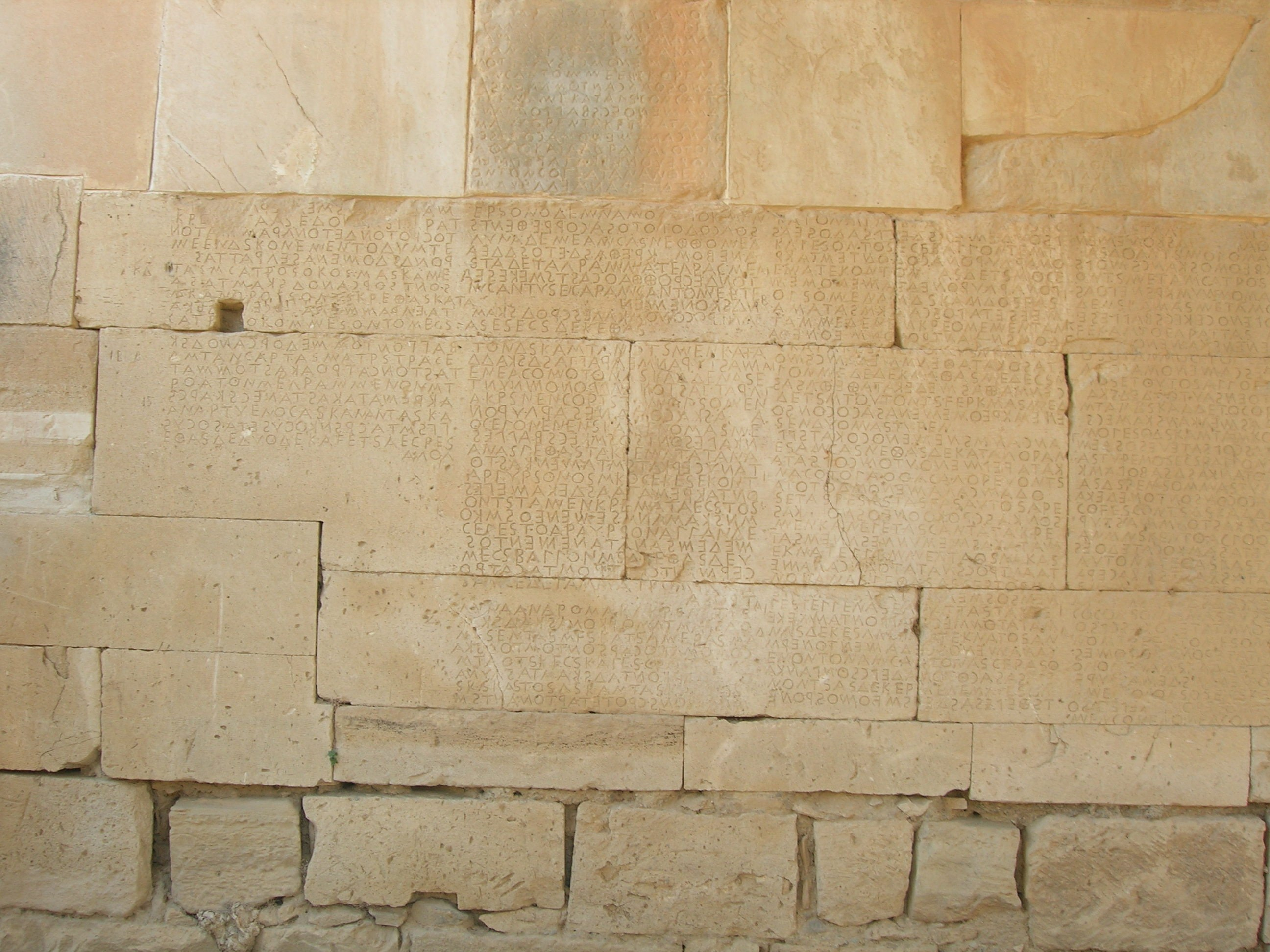
Epigrafe con le leggi di Gortina

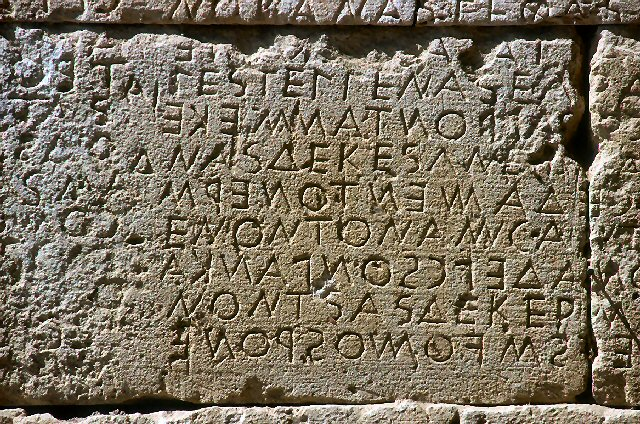
Blocco dell'epigrafe con le leggi di Gortina

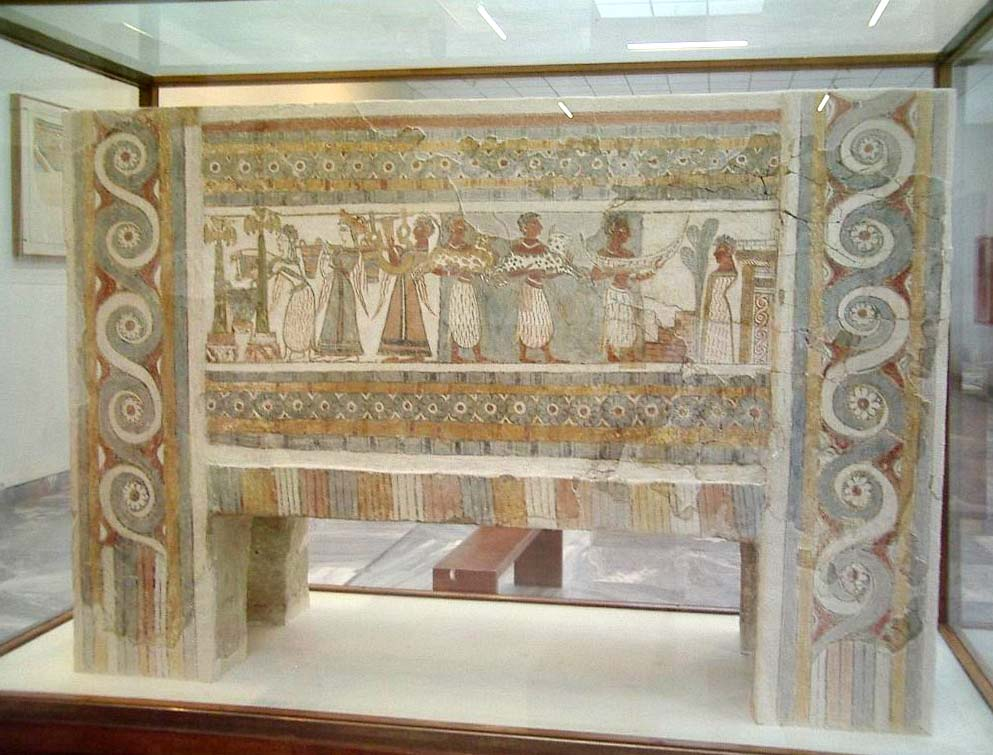
Sarcofago di Hagia Triadha

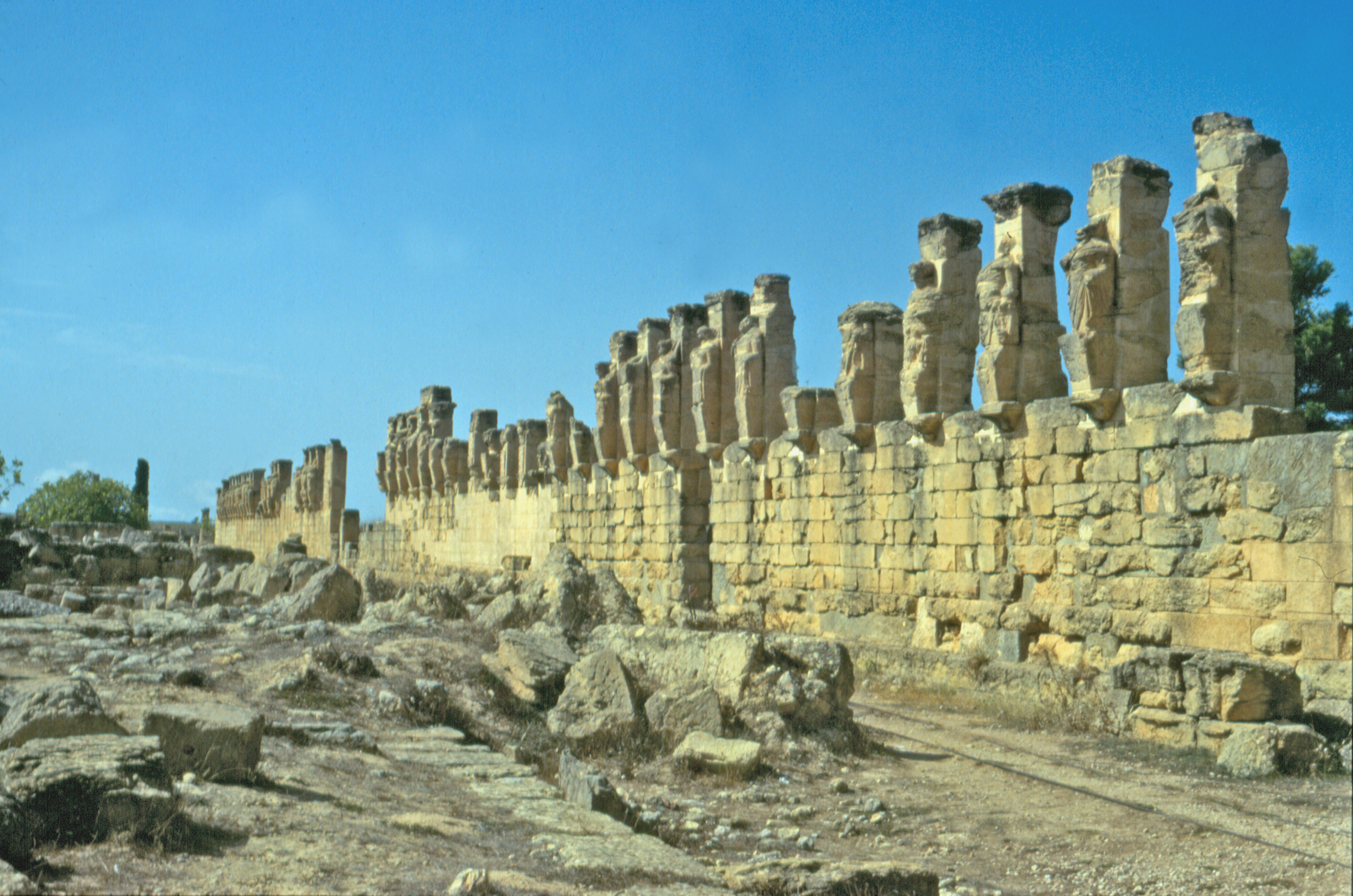
Rovine di Cirene

Nacque a Rovereto, piccola città facente parte, al tempo, del Tirolo austro-ungarico, dal possidente Giovanni Battista Halbherr e da Rosa Fontana, e studiò dapprima a Vienna, dove ebbe fra i suoi compagni di studi Paolo Orsi. Fu poi allievo di Domenico Comparetti all'Università di Roma, dove più tardi (1889) divenne professore di epigrafia greca. Alla sua scuola si formarono fra gli altri Gaetano de Sanctis, Luigi Pernier e soprattutto Margherita Guarducci che ne completò l'opera dopo la morte.
Compì importanti esplorazioni, a Festo, a Gortina e a Hagia Triadha, che vennero poi esposte in numerose pubblicazioni. Nel 1910 fu il fondatore e direttore della Missione archeologica italiana a Creta (poi Scuola Archeologica Italiana di Atene). Fra le sue scoperte, importantissima per la conoscenza della società dell'antica Grecia è una grande iscrizione in lingua greca (dorica) della fine del VI e l'inizio del V secolo a.C., contenente le cosiddette "Leggi di Gortina" sul diritto di famiglia (campagna degli anni 1884-1887 a Gortina). Fu inoltre fra i pionieri degli studi archeologici di Cirene.
Federico Halbherr fu socio dell'Accademia Nazionale dei Lincei; nella Sala Dutuit della sede dell'accademia (Palazzo Corsini alla Lungara) è esposto un calco delle "Leggi di Gortina".

## Opera

### Scritti
- Federico Halbherr, Ernst Fabricius e Domenico Comparetti, Leggi antiche della città di Gortyna in Creta. Firenze (Torino, Roma): Loescher, 1885
- Federico Halbherr e Domenico Comparetti, Relazione sui nuovi scavi eseguiti a Gortyna presso il Letheo; Iscrizioni arcaiche rinvenute nei medesimi; Iscrizioni di varie città cretesi. Firenze: Tip. Bencini, 1887
- Federico Halbherr e Paolo Orsi, Antichità dell'antro di Zeus Ideo e di altre località in Creta, descritte ed illustrate da F. Halbherr e P. Orsi. Firenze (Torino, Roma): Loescher, 1888
- Federico Halbherr, Lavori eseguiti in Creta dalla missione archeologica italiana dal 9 giugno al 9 novembre 1899. Roma: Tipografia della Reale Accademia dei Lincei, 1899
- Federico Halbherr, Relazione sugli scavi del tempio d'Apollo Pythio in Gortyna e nuovi frammenti d'iscrizioni arcaiche trovati nel medesimo. Roma: Tipografia della Reale Accademia dei Lincei, 1889
- Federico Halbherr, Lavori eseguiti dalla missione archeologica italiana ad Haghia Triada e nella necropoli di Phaestos dal 15 maggio al 12 giugno 1902. Roma: Tipografia della Reale Accademia dei Lincei, 1902
- Federico Halbherr, Rapporto alla presidenza del R. Istituto lombardo di scienze e lettere sugli scavi eseguiti dalla missione archeologica ad Haghia Triada ed a Festo nell'anno 1904. Milano: Ulrico Hoepli edit., 1905
- Federico Halbherr, Lavori eseguiti dalla missione archeologica italiana in Creta dal 15 dicembre 1903 al 15 agosto 1905: relazione del prof. Federico Halbherr a Luigi Pigorini. Roma: Tipografia della Reale Accademia dei Lincei, 1906
- Federico Halbherr e Luigi Savignoni, Resti dell'età micena scoperti ad Haghia Triada presso Phaestos: rapporto delle ricerche del 1902. Roma: Tipografia della Reale Accademia dei Lincei, 1903

### Raccolte curate da Margherita Guarducci
- Federico Halbherr e Margherita Guarducci, Inscriptiones Creticae opera et consilio Friderici Halbherr collectae. 1., Tituli Cretae mediae praeter Gortynios; 2., Tituli Cretae occidentalis / curavit Margarita Guarducci. Roma: Istituto Poligrafico dello Stato, Libreria, 1935, 1939
- Federico Halbherr e Margherita Guarducci, Inscriptiones creticae opera et consilio Friderici Halbherr collectae. 3., Tituli Cretae orientalis, curavit Margarita Guarducci. Roma: Istituto Poligrafico dello Stato, Libreria, 1942
- Federico Halbherr e Margherita Guarducci, Inscriptiones Creticae opera et consilio Friderici Halbherr collectae. 4., Tituli Gortynii, curavit Margarita Guarducci. Roma: Istituto Poligrafico dello Stato, Libreria, 1950
- Federico Halbherr e Margherita Guarducci, Inscriptiones Creticae, I: Tituli cretae mediae praeter Gortynios; II Tituli Cretae occidentalis; III Tituli Cretae orientalis; IV Tituli Gortynii, opera et consilio Friderici Halbherr collectae; curavit Margarita Guarducci. Roma: Istituto Poligrafico dello Stato, Libreria, 1935-1950

### Epistolario
- Silvio Accame (a cura di), Federico Halbherr e Gaetano De Sanctis pionieri delle missioni archeologiche italiane a Creta e in Cirenaica: dal carteggio De Sanctis 1909-1913. Roma, La Roccia, 1984
- Silvio Accame (a cura di), Federico Halbherr e Gaetano De Sanctis: nuove lettere dal carteggio De Sanctis 1892-1932. Roma, Don Bosco, 1986
- Maria Grazia Macconi - Antonella Squilloni (a cura di), "Le lettere di Domenico Comparetti a Federico Halbherr dell'Accademia Roveretana degli Agiati", in Le vie della ricerca. Studi in onore di Francesco Adorno, a cura di M.S. Funghi, Firenze, Olschki, 1996, pp. 629–648.